# Итатиба-ду-Сул
Итатиба-ду-Сул (порт. Itatiba do Sul)  —  муниципалитет в Бразилии, входит в штат Риу-Гранди-ду-Сул. Составная часть мезорегиона Северо-запад штата Риу-Гранди-ду-Сул. Входит в экономико-статистический  микрорегион Эрешин. Население составляет 4214 человека на 2006 год. Занимает площадь 212,121 км². Плотность населения — 19,9 чел./км².

## История
Город основан 10 апреля 1995 года. 

## Статистика
- Валовой внутренний продукт на 2003 составляет 34.443.756,00 реалов (данные: Бразильский институт географии и статистики).
- Валовой внутренний продукт на душу населения на 2003 составляет 7.344,08 реалов (данные: Бразильский институт географии и статистики).
- Индекс развития человеческого потенциала на 2000 составляет 0,775 (данные: Программа развития ООН).